# Gran Logia Simbólica Argentina

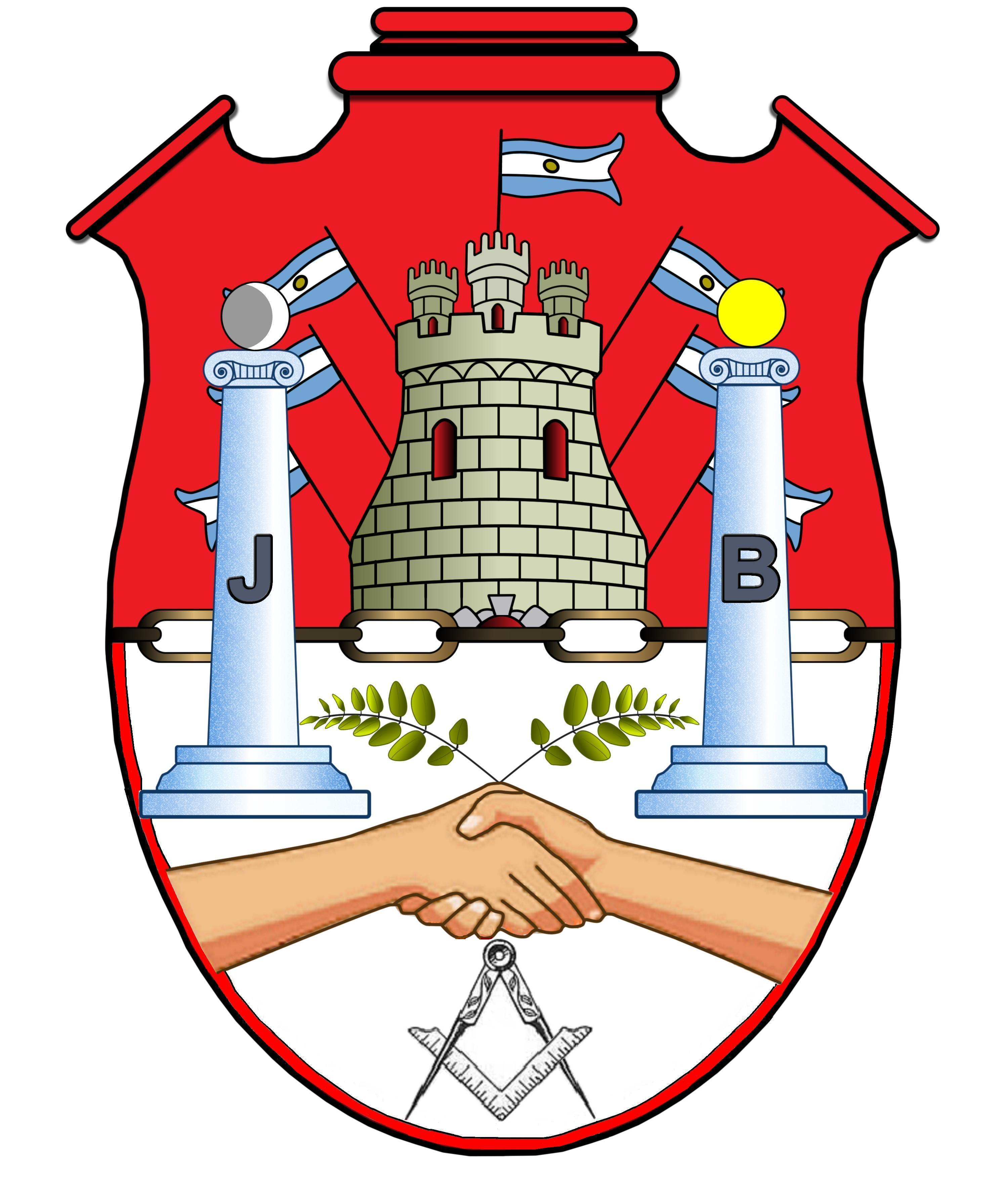
[https://web.archive.org/web/20140907212930/http://granlogiaargentina.org/ Gran Logia Simbólica Argentina

Gran Logia Simbólica Argentina es una Obediencia de la masonería argentina, cuya sede central se encuentra en la ciudad de Córdoba, en la República Argentina. Fue fundada el 6 de septiembre de 2009 como Obediencia libre, y en junio del año 2010, recibió el auspicio de una Gran Logia de México llamada Gran Logia Hermética Mixta "Valle del Potosí", con sede en la ciudad capital del estado de San Luis Potosí. 
La Gran Logia Simbólica Argentina ha apoyado oportunamente talleres masónicos en otros territorios, teniendo actualmente logias activas en México y Chile, siendo representante de la llamada Masonería adogmática o progresista, por no exigir a sus miembros la creencia en un Ser Supremo o Gran Arquitecto del Universo. El principal referente mundial de esta corriente es el Gran Oriente de Francia.
La Gran Logia Simbólica Argentina es una Potencia Masónica autónoma y soberana, a partir del momento en que promulgó su propia Constitución, y es reconocida por más de cuarenta Potencias masónicas del mundo, formando parte actualmente de la Confederación de Grandes Logias Unidas de América con sede en Perú, y de la Orden Francmasónica Universal con sede en New Jersey (EE.UU).

## Base doctrinaria
La Gran Logia Simbólica Argentina es una Obediencia que tiene como ritos oficiales al Rito Escocés Antiguo y Aceptado, y al Rito Antiguo y Primitivo de Memphis (Montauban 1815), pero reconoce otros ritos masónicos con base histórica que se trabajan en la actualidad. Esta Obediencia se autodefine como promotora de laicismo, respetuosa del librepensamiento, la tolerancia mutua, los Derechos Humanos y la libertad de conciencia.
Las logias de la Organización pueden ser tanto mixtas, como masculinas o femeninas, alejándose así de la ortodoxia en donde todos los grupos masónicos debían estar conformados exclusivamente por miembros varones. Esta característica se contrapone a la masonería anglosajona, cuyo principal representante en el mundo es la Gran Logia Unida de Inglaterra.
En forma paralela a la Gran Logia Simbólica Argentina, existe un órgano independiente y autárquico, con la finalidad de gobernar y dar instrucción sobre los llamados "grados filosóficos" o "Altos Grados" del REAA. En la Masonería escocesa los cuerpos de instrucción filosófica se denominan sucesivamente: Logias de perfección, Capítulos, Areópagos, Consistorios y Supremos Consejos del grado 33°. El cuerpo que primero funcionó fue un Gran Consistorio del grado 32° y penúltimo del REAA, con el nombre de Adytum, y está jurisdiccionado al Supremo Consejo Hermético 33° de los EE. UU. mexicanos.
En octubre de 2012, en el marco el II° Encuentro Internacional de Grandes Logias Mixtas realizado en Córdoba, las autoridades mexicanas instalaron el órgano máximo del Rito Escocés, llamado Supremo Consejo Hermético Argentino del grado 33°.
Por otra parte, su trabajo en el Rito Antiguo y Primitivo de Memphis, depende del Soberano Santuario de Argentina de ese Rito, representante del Soberano Santuario Internacional con sede en Venezuela.

## Simbolismo del escudo
El escudo de la Gran Logia Simbólica Argentina está conformado por una estructura basal que mantiene en su porción superior el formato del Escudo de la Provincia de Córdoba (Argentina), mientras que en la mitad inferior mantiene el formato del escudo nacional del país. Los colores blanco y rojo son representantes de la maestría simbólica en el Rito Escocés Antiguo y Aceptado.
El formato superior - como escudo de armas - representa dos brazos en alto y la cabeza de un hombre, lo que sería el principal campo de batalla de todo librepensador que anhela evolucionar.
El torreón que como símbolo de fortaleza, está presente en el escudo original creado por Don Jerónimo Luis de Cabrera, también se mantiene en el escudo de la GLSA, sosteniendo las siete banderas que habrían representado a las siete ciudades fundadas hasta 1573. El número siete, es a la vez un número sagrado en la Masonería y representa la creación, el desarrollo y la expansión.
La porción inferior se une a la superior por medio de los eslabones de una gruesa cadena metálica, que representa lo que los masones llaman "cadena de unión", la que habitualmente se realiza dentro de los templos en donde los miembros de la hermandad se toman de las manos. Este simbolismo se repite más abajo con las manos de dos hombres enlazadas.
Las dos columnas, una solar y la otra lunar, representan la fuerza y la sensibilidad. También simbolizan las columnas del atrio del Templo de Salomón, que flanquean las puertas de todos los templos masónicos. Las dos ramas de acacia, de extrema importancia para los maestros masones, parten desde la unión de las manos, hacia la base de ambas columnas.
Al pie del escudo, se entrecruzan una escuadra y un compás, los símbolos más reconocidos de la Masonería.

## Origen de la Obediencia
La Gran Logia Simbólica Argentina nace dentro de la llamada Masonería progresista, que según ellos mismos afirman, sería la que más se acerca a los primitivos ideales que dieron origen a la Francmasonería especulativa. Un primer ensayo se había realizado en el año 2009 con la creación del Gran Oriente Central de la República Argentina (GOCRA).
Sin embargo a poco de crearse la Obediencia y habiéndose logrado el reconocimiento nominal por parte de la Confederación Interamericana de Masonería Simbólica (CIMaS), el grupo se fractura, y se continúa trabajando aunque sin Carta Patente, o Carta constitutiva. Las autoridades de GOCRA nunca habían sido instaladas como tales.
En marzo del año 2010, los masones de la Gran Logia Simbólica Argentina ya habían intercambiado trabajo en Europa con talleres del Gran Oriente de Francia (GOdF) y de la Gran Logia Simbólica Española (GLSE). Es entonces que desde los EE. UU. mexicanos se le ofrece una Gran Carta Patente la cual es aceptada por las Autoridades argentinas.
En el mes de junio de 2010 las autoridades de la Gran Logia Simbólica Argentina son instaladas en México, y reciben una Gran Carta Patente o Carta Internacional de Reconocimiento.
En una ceremonia posterior, las autoridades argentinas recibieron la Carta Constitutiva del Gran Consistorio Adytum, de manos del Soberano Gran Comendador del Supremo Consejo Hermético 33°, Pedro Solares Contreras.